# Phoracantha obscura
Espèce
Phoracantha obscura est une espèce d'insectes coléoptères de la famille des Cerambycidae originaire d'Australie.
Les mâles mesurent entre 13 et 28 mm de long alors que les femelles vont de 14 à 29 mm. La tête, le pronotum et les élytres varient du brun-noir au rouge foncé; les élytres ont deux bordures jaune. Les segments 3 à 10 des antennes portent des épines apicales.